# Helictotrichon angustum
Helictotrichon angustum är en gräsart som beskrevs av Charles Edward Hubbard. Helictotrichon angustum ingår i släktet Helictotrichon och familjen gräs. Inga underarter finns listade i Catalogue of Life.